# Deep Medi Musik
 (janvier 2023).
Deep Medi Musik, typographié DEEP MEDi MUSIK, est un label discographique britannique de dubstep, basé en Angleterre.

## Histoire
Le label est fondé en 2006 par le musicien britannique et pionnier du dubstep Mala, avec pour objectif de promouvoir des artistes n'ayant pas encore acquis une grande notoriété lors de son lancement. Deep Medi Musik est fondé alors que l'autre label de Mala, DMZ, avait déjà sorti de nombreux d'albums « insta-classiques ». Les premières sorties de Deep Medi Musik sont d'abord une extension du style musical DMZ, axé sur les basses électroniques. Les premiers titres notoires incluent notamment Changes de Mala, et Disco Rekah de Loefah.
En février 2013, le label est classé dans la liste des « 15 meilleurs labels EDM du moment » au magazine Complex. Pour Mixmag le label « a été un paratonnerre pour la musique la plus lourde à 140 BPM ».
En 2021, après 15 ans d'existence et 130 sorties, le label fête ses 15 ans d'existence.

## Artistes
Les artistes signés ou anciennement signés incluent notamment : Benny Ill, Digital Mystikz (en) (Coki et Mala), Compa (en), Goth-Trad (en), Kahn, Kromestar (en), Loefah (en), Mark Pritchard, Pinch, Silkie, Skream et Truth.